# Venezuela ai Giochi della XX Olimpiade
Il Venezuela partecipò ai Giochi della XX Olimpiade che si sono svolti a Monaco di Baviera dal 26 agosto all'11 settembre 1972, con una delegazione di 23 atleti impegnati in 4 discipline, per un totale di 27 competizioni. Portabandiera fu il pugile Francisco Rodríguez, campione uscente di Città del Messico 1968. Fu la settima partecipazione di questo paese ai Giochi estivi. Non fu conquistata nessuna medaglia.